# Chipre en los Juegos Olímpicos de Milán-Cortina d'Ampezzo 2026
Chipre estará representado en los Juegos Olímpicos de Milán-Cortina d'Ampezzo 2026 por  deportistas que competirán en esquí alpino. Responsable del equipo olímpico es el Comité Olímpico Chipriota.